# Boris Ławrow
Boris Walentinowicz Ławrow, ros. Борис Валентинович Лавров (ur. 15 czerwca 1950 w Taszkencie, Uzbecka SRR) – rosyjski piłkarz, grający na pozycji obrońcy, trener piłkarski. Posiada też obywatelstwo uzbeckie.

## Kariera piłkarska
Karierę piłkarską rozpoczął w amatorskich drużynach Uzbekistanu. W latach 1978–1979 bronił barw zawodowego klubu Amudaryo Nukus.

## Kariera trenerska
Po zakończeniu kariery piłkarza rozpoczął pracę szkoleniowca. Najpierw trenował zespoły amatorskie. W 1990 stał na czele drugoligowego klubu Shaxtyor Angren. Od lata 1990 do lata 1991 prowadził Zarafshon Navoiy, a potem powrócił do klubu z Agrenu, który zmienił nazwę na Kontchi Angren. W 1992 został mianowany na stanowisko głównego trenera MHSK Taszkent, a w 1993 w FK Buxoro. W 1994 wyjechał do Rosji, gdzie pracował w klubach Mietałłurg Nowotroick, UrałAZ Miass i Nosta Nowotroick. W 1997 stał na czele Köpetdagu Aszchabad, którym kierował do 1998 i zdobył mistrzostwo Turkmenistanu. Sezon 1999 rozpoczął w uzbeckim FK Andijon. Ale już w maju 1999 powrócił do Nosty Nowotroick, gdzie najpierw pomagał, a od 17 lipca do końca 1999 roku stał na czele klubu. Potem od lipca 2000 prowadził syberyjskie kluby Mietałłurg-Zapsib Nowokuźnieck, Zwiezda Irkuck, Sibiriak Brack, Amur Błagowieszczeńsk i FK Czelabińsk. W 2011 roku ponownie został zaproszony trenować amatorski zespół Martin Kuszczowskaja, który w 2015 zmienił nazwę na Urożaj. Z drużyną zdobył Puchar oraz srebrne i brązowe medale mistrzostw Kraju Krasnodarskiego.

## Sukcesy i odznaczenia

### Sukcesy trenerskie
Köpetdag Aszchabad
- mistrz Turkmenistanu: 1997/98

Nosta Nowotroick
- mistrz Rosyjskiej Drugiej Dywizji, strefy Ural: 1999

Mietałłurg-Zapsib Nowokuźnieck
- mistrz Rosyjskiej Drugiej Dywizji, strefy Wostok: 2000

Amur Błagowieszczeńsk
- wicemistrz Rosyjskiej Drugiej Dywizji, strefy Ural: 2007